# Діно Барзотті
Діно Барзотті (італ. Dino Barsotti, 1 січня 1903 — 12 червня 1985) — італійський академічний веслувальник.
Срібний призер Олімпійських Ігор 1932, 1936 років у складі вісімки.
Чемпіон Європи 1929 року в складі вісімки, срібний призер 1930, 1931, 1933 років у складі вісімки.